# Pia Riva
Pour les articles homonymes, voir Riva.
Pia Riva, née le 4 avril 1935 à Piovene Rocchette, est une skieuse alpine italienne. Elle participe aux compétitions de la fin des années 1950 jusqu'à sa retraite sportive en 1964, après les Jeux olympiques d'hiver qui se déroulent cette année-là.

## Palmarès
Pia Riva est dix fois championne d'Italie, autant en descente qu'en slalom. Elle remporte plusieurs compétitions prestigieuses dont la « Foemina Cup » à Trente en descente et combiné en 1962 et le slalom en 1964,.
À l'Arlberg-Kandahar, Riva obtient la 3e place dans le combiné en 1961 à Mürren puis dans la descente et le combiné en 1962 à Sestrières.
Elle participe aux championnats du monde de ski alpin où elle obtient son meilleur résultat en remportant la médaille d'argent à Chamonix en 1962. Pia Riva participe également aux Jeux olympiques d'hiver, en 1960 et 1964 avant de mettre fin à sa carrière sportive,.
| Épreuve / Édition         | Descente | Slalom géant | Slalom | Combiné |
| Mondiaux 1958 Bad Gastein | 4e       | 7e           | —      | —       |
| JO 1960 Squaw Valley      | 4e       | 17e          | —      | —       |
| Mondiaux 1962 Chamonix    | Argent   | Abandon      | 22e    | 12e     |
| JO 1964 Innsbruck         | 18e      | 9e           | 9e     | 6e      |